# El pont de Brooklyn
El pont de Brooklyn (títol original: Over the Brooklyn Bridge) és una pel·lícula estatunidenca dirigida per Menahem Golan, estrenada l'any 1984. Ha estat doblada al català.

## Argument
Alby Sherman és un home de confessió jueva amb molta ambició: de moment, té un cafè a Brooklyn, però somia de poder obrir el seu propi restaurant a Manhattan, projecte que costa molt car. Demana al seu ric oncle Benjamin de prestar-li diners. Curiosament no està contra aquesta idea, però li imposa un odiós xantatge: Alby tindrà els diners si abandona la seva amiga catòlica per casar-se amb una bonica noia jueva.

## Repartiment
- Elliott Gould: Alby Sherman
- Margaux Hemingway: Elizabeth Anderson
- Sid Caesar: oncle Benjamin
- Carol Kane: Cheryl
- Burt Young: Phil
- Shelley Winters: Becky